# Dariusz Kowaluk
Dariusz Kowaluk (16 de abril de 1996) é um atleta polonês, campeão olímpico.
Nos Jogos Olímpicos de Verão de 2020, conquistou a medalha de ouro na prova de revezamento 4x400 metros misto com o tempo de 3:20.53 minutos, ao lado de Karol Zalewski, Natalia Kaczmarek, Justyna Święty-Ersetic, Kajetan Duszyński, Małgorzata Hołub-Kowalik e Iga Baumgart-Witan.